# Emil Taszner

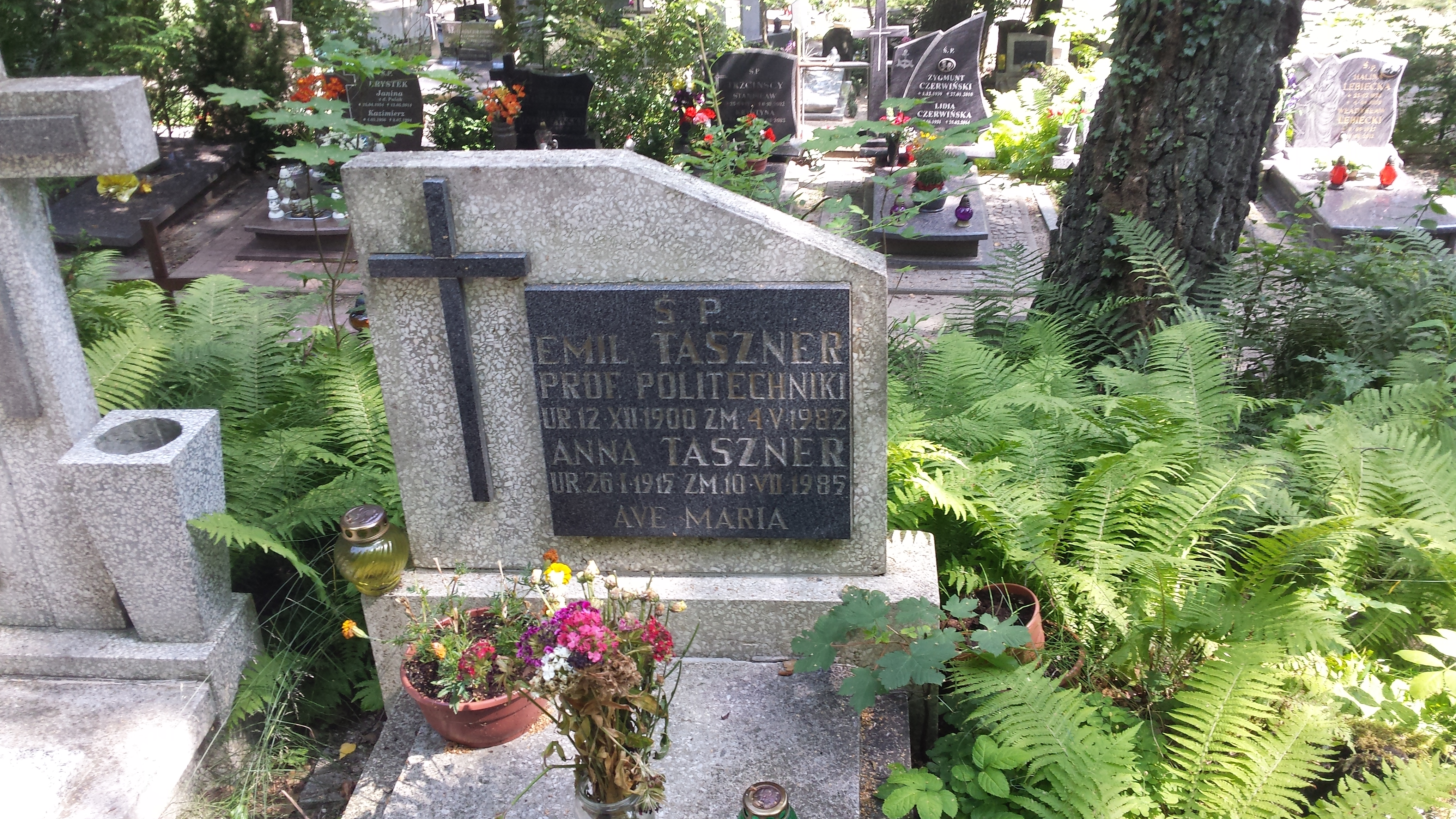
Grób profesora Emila Tasznera na cmentarzu Srebrzysko w Gdańsku

Emil Taszner wcześniej do 1954 Taschner (ur. 12 września 1900 w Krakowie, zm. 4 maja 1982 w Gdańsku) – polski inżynier, wykładowca Politechniki Gdańskiej, specjalista z dziedziny chemii aminokwasów i peptydów.

## Działalność naukowa i zawodowa
Syn Leona i Franciszki z domu Cenzor. Studiował na Wydziale Filozoficznym chemię na Uniwersytecie Jagiellońskim w Krakowie od 1920, kontynuując naukę na Wydziale Lekarskim i Filozoficznym – kierunek chemia i medycyna Uniwersytetu w Wiedniu – w 1927 uzyskał doktorat w zakresie chemii. W latach 1928–1929 był na stażu podoktorskim w Instytucie Pasteura w Paryżu, od 1929–1931 w Zakładzie Biochemii na Sorbonie. W latach 1931–1933 pracował w zakładach farmaceutycznych w Belgii i Francji oraz w kopalni węgla w Belgii.
Po powrocie do Krakowa od 1934 do 1936 zatrudniono go na Uniwersytecie Jagiellońskim w Zakładzie Farmakologii, w latach 1937–1939 w laboratorium firmy farmaceutycznej A. Wandera. Jego badania naukowe umożliwiły produkcję półsyntetycznej penicyliny – syntarpenu, był pierwszym naukowcem w Polsce prowadzącym badania nad peptydami.
W latach 1939–1945 mieszkał we Lwowie, a w okresie okupacji niemieckiej od 1942–1944 ukrywał się ze względu na pochodzenie żydowskie, dorywczo pracując w laboratorium chemicznym przedsiębiorstwa Galikol, od 1944 w fabryce chemicznej Chemtrud.
W 1945 przyjechał do Wrocławia, będąc adiunktem na Akademii Medycznej we Wrocławiu (1946–1948), wykładowcą na Politechnice Wrocławskiej i na Uniwersytecie Wrocławskim.
W latach 1953–1970 pracował na Politechnice Gdańskiej, na Wydziale Chemicznym. Od 1954–1963 był kierownikiem Katedry Chemii Ogólnej, od 1964 do 1971 Zakładu Chemii peptydów. W 1954 został mianowany docentem. Wniosek o nadanie tytułu naukowego profesora z 1971 władz PG – rektora prof. Janusza Stalińskiego, został wstrzymany i zaopiniowany negatywnie w Ministerstwie Oświaty i Szkolnictwa Wyższego. Na emeryturę przeszedł w 1971, pracował do 1980.
Był autorem ponad 100 publikacji naukowych, twórcą i współtwórcą ponad 24 patentów z chemii peptydów i aminokwasów, wielu wdrożonych przez polski przemysł farmaceutyczny. Promotor 14 doktorów. Miał znaczący udział w tworzeniu zasobów Biblioteki na Wydziale Chemicznym Politechniki Gdańskiej. Stworzył polską, a po przyjeździe do Gdańska w 1953, gdańską szkołę  naukową  peptydów o zasięgu europejskim. Był współzałożycielem Europejskiego Komitetu Peptydowego, będąc przedstawicielem Polski. Był członkiem Komitetu Chemii Leków Polskiej Akademii Nauk. Należał do towarzystw naukowych: Polskiego Towarzystwa Chemicznego, Gdańskiego Towarzystwa Naukowego.
Został pochowany na gdańskim Cmentarzu Srebrzysko (rejon II, taras IV, rząd na skarpie, grób 54).

## Ordery i odznaczenia
- Nagroda im. Józefa Piłsudskiego – przyznana przez Towarzystwo do Walki z Rakiem (1938)
- Złoty Krzyż Zasługi